# L'esule di Granata

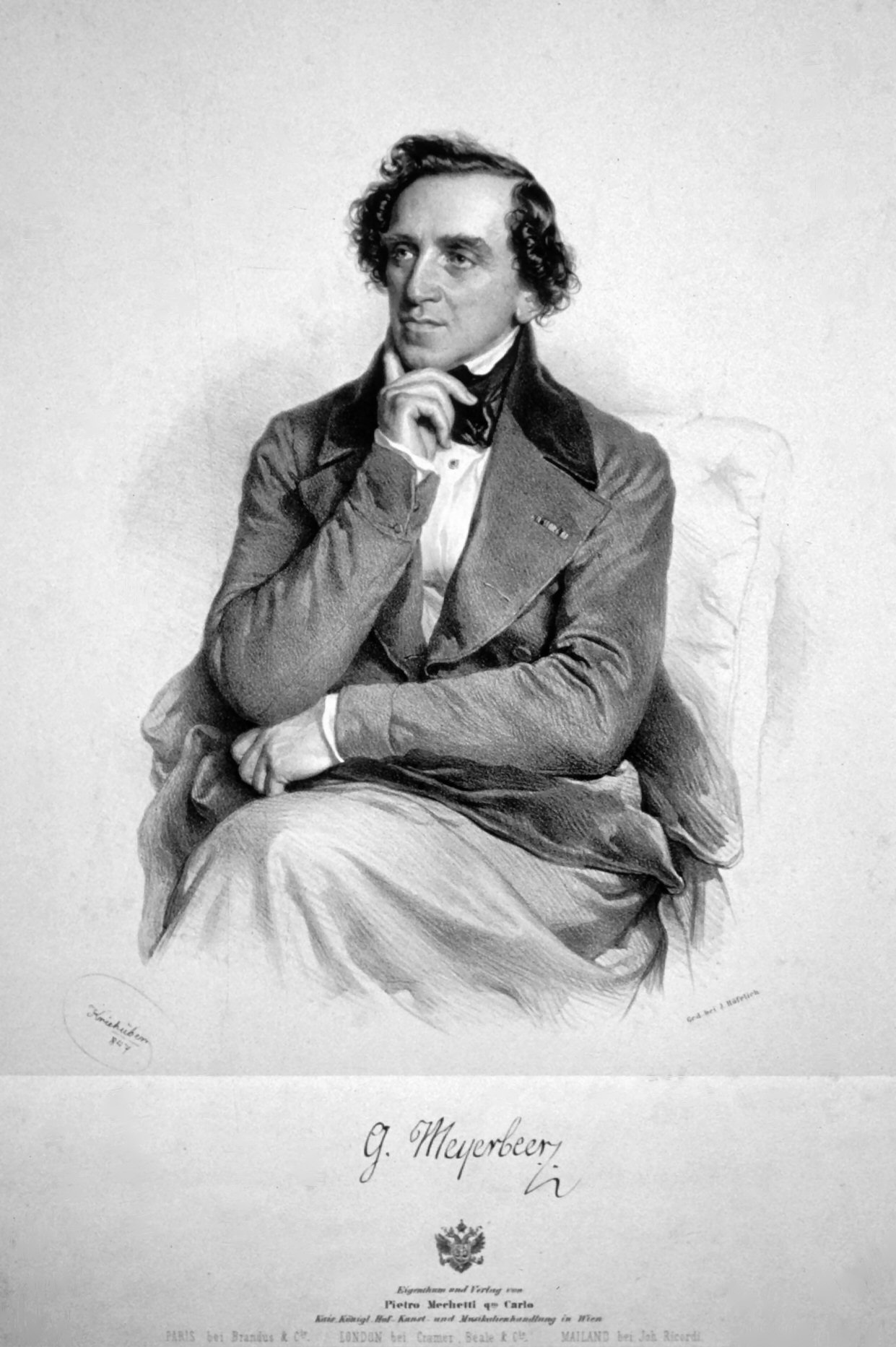
Giacomo Meyerbeer

L'esule di Granata (Exilen från Granada) är en opera (melodramma serio) i två akter med musik av Giacomo Meyerbeer. Librettot av Felice Romani bygger på rivaliteten mellan familjerna Zegridi och Abenserragerna under de sista dagarna av Emiratet Granada. Det var Meyerbeers femte italienska opera men sattes endast upp tre gånger under 1800-talet. Premiären ägde rum på La Scala i Milano den 12 mars 1822.

## Historia
Meyerbeer föddes i Berlin av rika föräldrar och som ung hade han musikaliska ambitioner och for till Italien för att studera. Han påverkades och inspirerades av dåtidens ledande operakompositör Rossini och komponerade en opera i dennes stil, Romilda e Costanza, vilken sattes upp i Padua 1817. Tack vare stödet av sångerskan Carolina Bassi fick Meyerbeer möjlighet att komponera en opera till Turin och det nitto år gamla librettot Semiramide riconosciuta (presenterad i Turin som Semiramide) av Pietro Metasasio valdes för tillfället.
 Därefter komponerade Meyerbeer operan Emma di Resburgo till Venedig 1819 och Margherita d'Anjou för La Scala 1820. Dessa operor togs emot väl av publik och kritiker och Meyerbeer for till Rom för att presentera sin nya opera för Teatro Argentina. Operan skulle ha hetat L'Almanzore med en text troligen av Gaetano Rossi efter en pjäs av Jean-Pierre Claris de Florian som redan hade legat som underlag för en opera av Cherubini: Les Abencérages, framförd i Paris 1813. Men både Meyerbeer och operans primadinna blev sjuka under repetitionerna och projektet övergavs. Librettos arbetades om av Felice Romani, ny musik komponerades och operan gavs slutligen med titeln L'esule di Granata på La Scala.

## Personer
| Roller                        | Röststämma              | Premiärbesättning 12 mars 1822 (Dirigent: Giacomo Meyerbeer) |
| ----------------------------- | ----------------------- | ------------------------------------------------------------ |
| Almanzor, kung av Granada     | (mezzosopran eller alt) | Benedetta Rosmunda Pisaroni                                  |
| Azema, en ung prinsessa       | sopran                  | Adelaide Tosi                                                |
| Sulemano, exilkung av Granada | bas                     | Luigi Lablache                                               |
| Alamar, ledare för Zegris     | tenor                   | Berardo Calvari Winter                                       |
| Ali                           | tenor                   | Carlo Siber                                                  |
| Omar                          | bas                     | Lorenzo Biondi                                               |
| Fatima                        | sopran                  | Carolina Sivelli                                             |

## Handling
Plats: Emiratet Granada i morernas Spanien
Tid: Slutet av 1400-talet
En fejd mellan två dynastier, Abenserragerna och Zegris råder. Trots hatet mellan familjerna har ledaren för Abenserragerna, Almanzor, förälskat sig i den unga zegriska prinsessan Azema. De vill gifta sig men när Azemas far hör talas om detta återvänder han till Granada och smider en plan att döda Almanzor. Konspirationen upptäcks och dådet förhindras. Azema ber Almanzor att förlåta fadern, vilket han gör, och Azema och Almanzor kan gifta sig.